# Abongoua
Abongoua este o comună din departamentul Adzopé, regiunea Agnébi, Coasta de Fildeș.